# Indische makreel
De Indische makreel (Rastrelliger kanagurta) is een straalvinnige vis uit de familie van makrelen (Scombridae) en behoort derhalve tot de orde van baarsachtigen (Perciformes). De vis kan een lengte bereiken van 35 cm. De hoogst geregistreerde leeftijd is 4 jaar.

## Leefomgeving
De Indische makreel is een zoutwatervis. De vis prefereert een tropisch klimaat en heeft zich verspreid over de Grote en Indische Oceaan. Bovendien komt Rastrelliger kanagurta voor in de Middellandse Zee. De diepteverspreiding is 20 tot 90 m onder het wateroppervlak.

## Relatie tot de mens
De Indische makreel is voor de visserij van groot commercieel belang. In de hengelsport wordt er weinig op de vis gejaagd.